# Mikojan-Gurevitj MiG-35
Mikojan-Gurevitj MiG-35, förkortat MiG-35, (ryska: Микоян Гуревич МиГ-35, МиГ-35. NATO-rapporteringsnamn: Fulcrum-F) är ett ryskt tvåmotorigt jaktflygplan som är en vidareutveckling från det sovjetiska jaktplanet MiG-29M med ny elektronik, starkare motorer, ny radar med mera. Det visades för första gången upp vid en flyguppvisning i Indien februari 2007.
Mikojan-Gurevitj MiG-1.44 som var ett ryskt experimentplan kallades felaktigt för MiG-35 under en längre tid.

## Varianter
MiG-35Ensitsig.
MiG-35DTvåsitsig.
MiG-35SEnsitsig i serieproduktion. Andrepilotens plats är ersatt med extra bränsletank.
MiG-35UBTvåsitsig i serieproduktion.
Marin variant
Enligt Mikoyans generaldirektör, Ilya Tarasenko, är en variant för hangarfartyg under produktion år 2017. Ett system för landning på BINS-SP-2-fartygsdäck har tagits fram under 2018.
Exportvariant
Enligt UACs generaldirektör, Yuri Slyusar, kommer en exportvariant med en ny cockpit utvecklas under 2020. Exportvarianten kommer ha en äldre mekaniskt styrd antenn av typen Zhuk-M, istället för en ny AESA-radar  Zhuk-A/AM och TVC som fortfarande är under utveckling.

## Operatörer
Rysslands flygvapen, Rysslands luft- och rymdförsvarsstridskrafter
Ryska försvarsministeriet beställde från början 37 plan år 2013, men sänkte antalet till 24 i augusti 2017. Första seriebeställningen av sex MiG-35 gjordes i augusti 2018 där de två första planen i serieproduktion levererades 17 juni 2019.

## Bilder

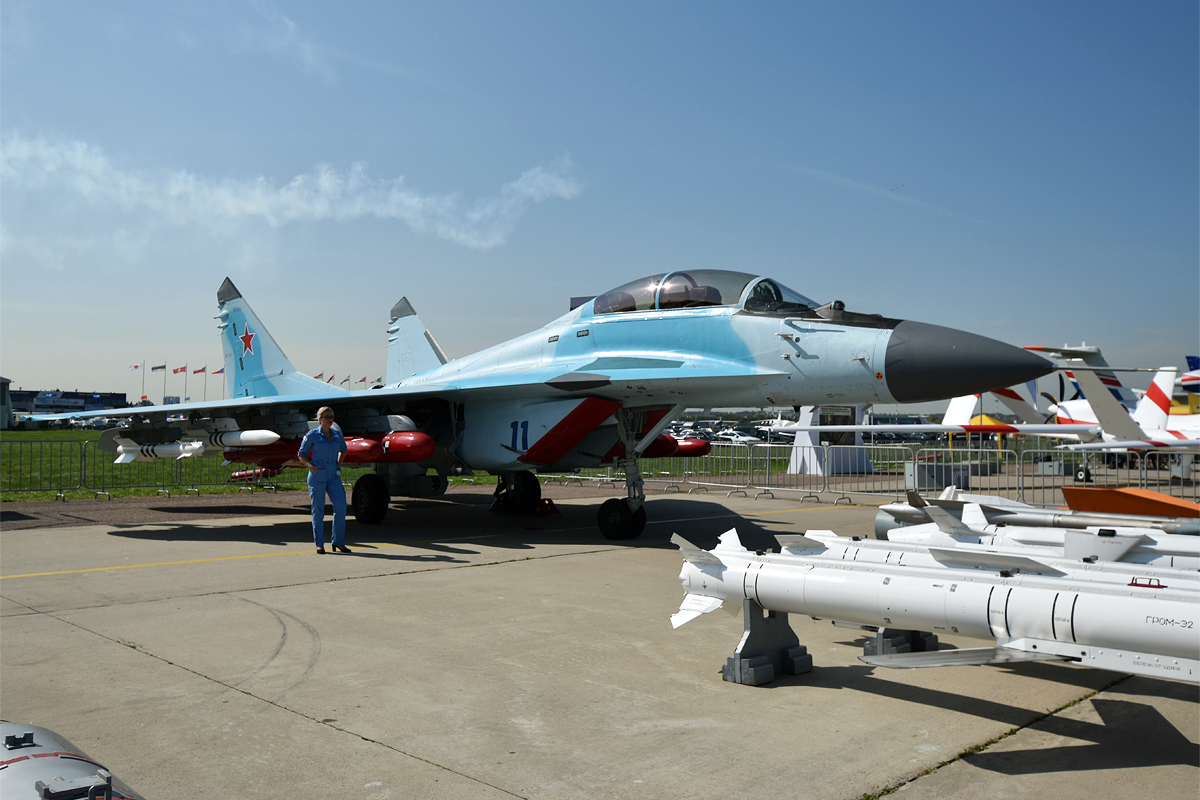
MiG-35UB.
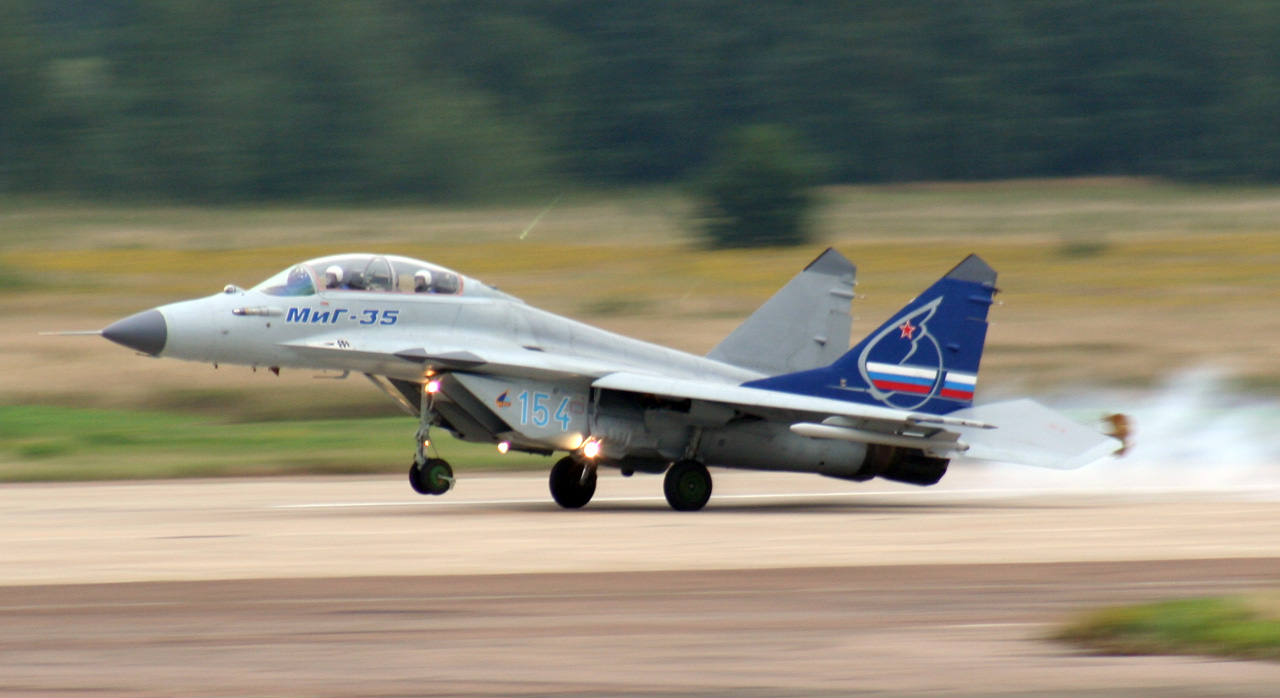
MiG-35D.